# Каваляускас, Чесловас
Чесловас Каваляускас (20 июля 1923 — 20 февраля 1997) — литовский священник, богослов, поэт, переводчик Библии, узник Горлага, участник Норильского восстания.

## Биография
Был рукоположен в священники в 1946 году после окончания Каунасской духовной семинарии. Служил приходским священником в Кельме, Жасляe и других местах. В 1950 году арестован за антисоветские высказывания и проведение религиозных служб для лесных братьев, в заключении был в лагерях Норильска и Магадана.

### Норильское восстание
Весной 1953 года находился в 1 лаготделении Горлага («Медвежий ручей»). После объявления забастовки, 1 июня 1953 по просьбе других участников восстания, литовцев, вместе с адвокатом Вацловасом Зубкевичюсом вошёл в группу для выработки требований бастующих с указанием причин прекращения работы. Во время восстания написал стихотворение, ставшее гимном литовских повстанцев Горлага: «В небе ветреном Севера Витис воспрянул…». (Витис — это грозный могучий всадник, преследующий врага, одно из названий герба Литвы). По-видимому, после восстания этапирован в Берлаг.

### После амнистии
В 1956 году после амнистии вернулся в Литву. Служил священником в Видукле, Расейняе, Дубингяе, Вевисе, Казокишкисе, Молетае, Ионишкисe (Молетайского района), Езнасе, Заслае, Кайшядорисе. В 1966—1967 годах канцлер курии Кайшядорисской епархии. С 1994 года преподавал в Высшей катехизационной школе в Кайшядорисской епархии, позднее её руководитель.

### Творчество
Полемизировал с марксистской критикой религии и церкви, экзистенциализмом, критиковал теории теософии и реинкарнации, статьи публиковал в подполье, после перестройки — и в открытой прессе. Его интересовали современное богословие, инновации в физике и астрономии, в них он видел свидетельства Мудрости, силы и красоты Творца. Состоял в переписке с физиками и теологами из Германии, Польши, России и Израиля. Перевёл с древнегреческого языка Новый Завет (опубликован в 1972 году в Бостоне и Мехико, а новая уточненная редакция вышла в 1988 году в Вильнюсе, к 2011 году перевод выдержал 42 издания в Литве и за рубежом), святоотеческие работы (главы 1-7 «Истории Церкви» Евсевия Кесарийского в 1993 году). Перевёл с латинского некоторые части Ветхого Завета («Песнь песней» и другие) и некоторые произведения римской поэзии (1982 и 2-е издание, 1987). С английского и других языков переводил светскую поэзию. Переводы и оригинальные работы характеризуются точностью мысли, правильностью языка, динамизмом и звучностью.
Под его редакцией вышли переводы документов Второго Ватиканского собора (совместно с М. Петкевичюсом, ред., 1968, второе издание 1994). Ч. Каваляускас сотрудничал в прессе («Nepriklausoma Lietuva» (Независимая Литва), «Šiaurės Atėnai» (Северные Афины), Католический мир, «Šaltinis» (Источник), «Наука и религия»), участвовал в радиопередачах («Mažoji studija» (Маленькая Студия)). Он оставил после себя рукописи богословских, библистических, философских, современных «светских» статей и стихов.

## Награды
- 2001 — Рыцарский крест ордена Креста Витиса (5-я степень), посмертно

## Труды
- Trumpas teologijos žodynas, 1992.
- Teologija šiandien, straipsnių rinkinys, 1995.
- Tarp fizikos ir teologijos, 1998.
- Pažadėtoji žemė, poezijos rinkinys, 2000.
- Teologas: jo siekiai ir ieškojimai, 2008.
- Iš kun. Česlovo Kavaliausko rankraščių, 2011.
- Eschatologija žmogui ir pasauliui 2012 m.; дополненная 2013 m.